# Jan Jacobs (Goldschmied)

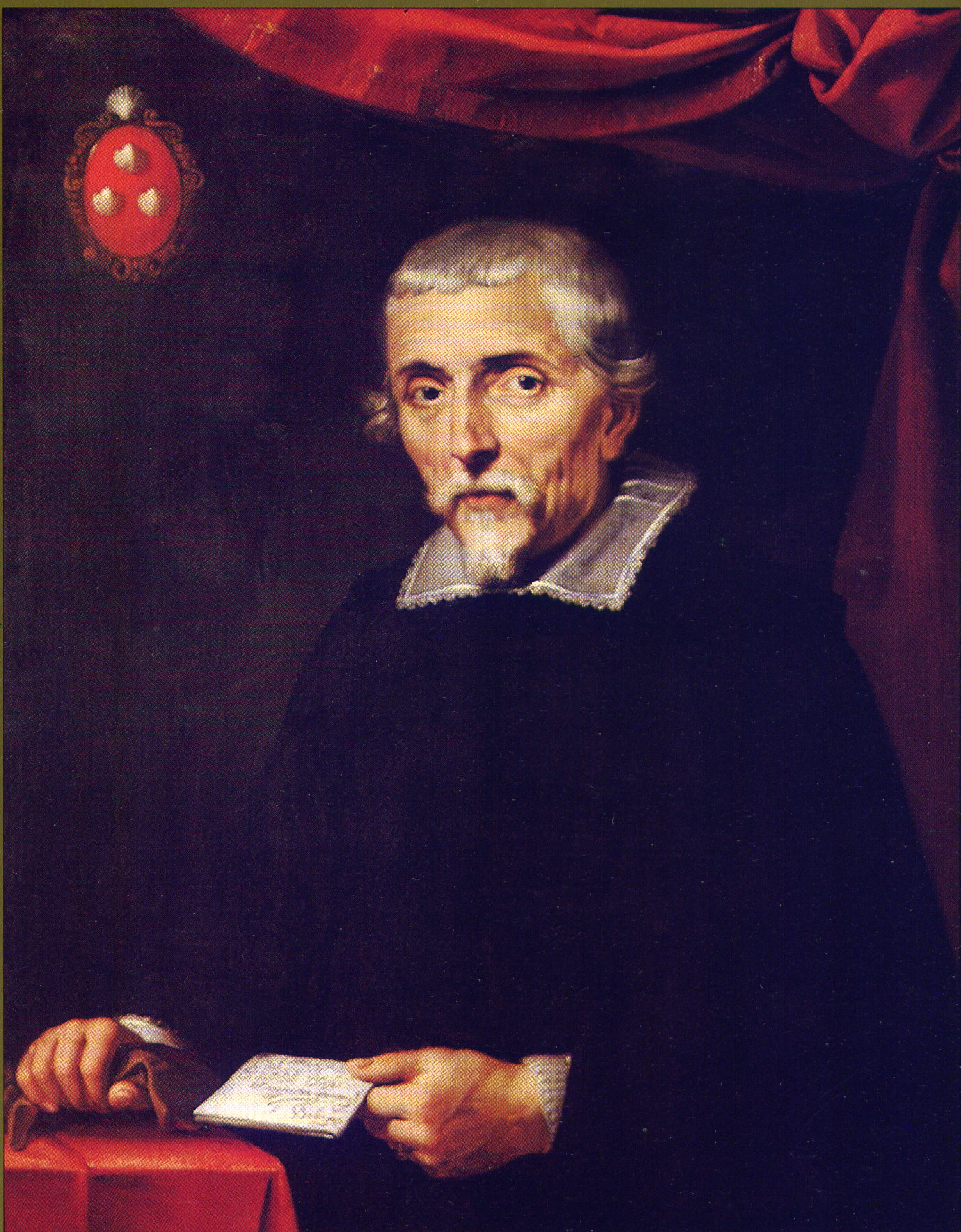
Jan Jacobs, Gemälde von Guido Reni

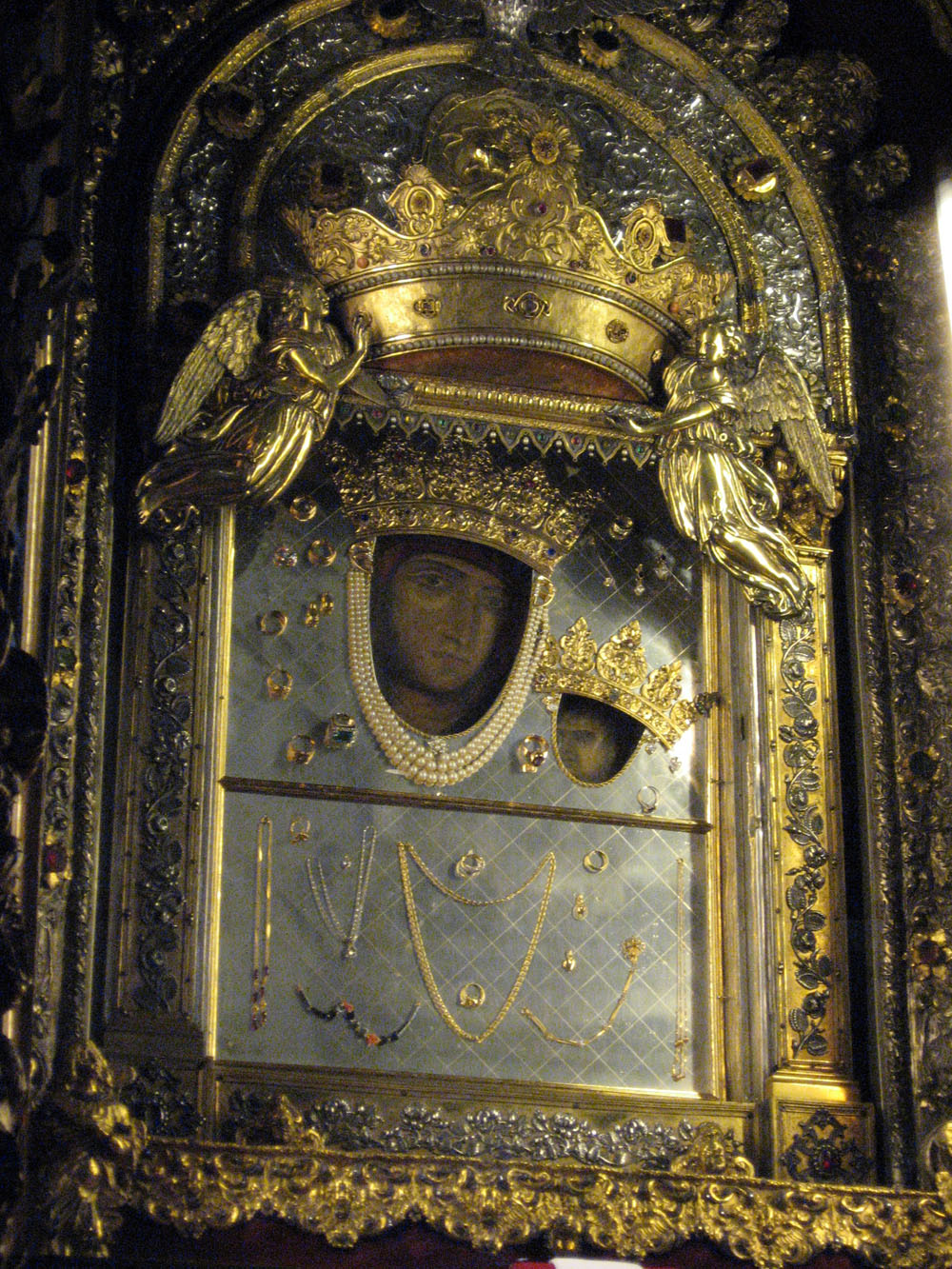
Die Madonna di San Luca in der gleichnamigen Wallfahrtskirche in Bologna

Jan Jacobs, auch Jean Jacobs, (* 31. März 1575 in Brüssel; † 12. September 1650 in Bologna) war ein flämischer Goldschmied, der mit seinen Werken zur Gestaltung der Stadt Bologna beitrug. Das von ihm gestiftete Collegio dei Fiamminghi in Bologna vergibt bis heute Stipendien an Studenten aus Belgien und den Niederlanden.

## Leben
Jan Jacobs war der Sohn von Jan Jacobs und Elisabeth van Oosten, seine Großeltern waren Jan Jacobs und Marie Pannis, deren Abstammung auf die Sieben Adelshäuser von Brüssel zurückzuführen ist und zwar auf die Familien Sweerts und Sleeuws.
Es ist nicht ganz geklärt, wann und warum Jan Jacobs nach Bologna kam, vielleicht reiste er mit seinem Vater, der Kaufmann war. Es ist auch möglich, dass sich seine Eltern als Mitglieder der kleinen flämischen Gemeinde in Bologna niederließen. Fest steht jedenfalls, dass er zu einem herausragenden Goldschmied und angesehenen Bürger Bolognas wurde, obwohl er auch in Brüssel Land besaß, auf dem heute die Place Jean Jacobs liegt. 
Er heiratete am 24. April 1607 Judith van der Lip, die aus den Vereinigten Niederlanden stammte, aber schon acht Jahre später verstarb. Damit verlor ihr gemeinsamer Sohn Pietro Jacobs (* 31. Juli 1608) mit sieben Jahren seine Mutter. Pietro starb mit 22 Jahren am 18. November 1630 während einer Pestepidemie.
Diese Schicksalsschläge könnten Jan Jacobs dazu veranlasst haben, sein Vermögen, für das es keinen Erben gab, in eine Stiftung zu investieren, die der Aus- und Weiterbildung junger flämischer Künstler und Studenten dienen sollte.

## Werke
Es wurde schnell zu einem der berühmtesten Goldschmiede in Bologna. Er nahm am kulturellen Leben der Stadt teil und war mit vielen Künstlern befreundet, darunter Guido Reni, der in Bologna in der Schule des flämischen Malers Denys Calvaert ausgebildet worden war. Zusammen mit ihnen stattete er im Auftrag der Kirche viele Klöster und Kirchengebäude aus, beispielsweise fertigte er im Jahr 1611 die silbernen Leuchter für den Hochaltar der Basilika San Giacomo Maggiore.
Eines seiner bekanntesten Werke ist die 1625 entstandene gravierte Silberplatte, die das Bild der Madonna schützt, das der Evangelist Lukas gemalt haben soll. Die Ikone ist auf dem Hochaltar des Santuario della Madonna di San Luca in Bologna zu sehen. Noch im Jahre 1641 übernahm Jan Jacobs die Anfertigung eines Kelchs für diese Kirche.